# Пинталь, Станислав Францевич
Станисла́в Фра́нцевич Пи́нталь (1894, Белгорай, Российская империя — 9 декабря 1937, Москва, СССР) — советский государственный деятель, начальник УНКВД Казахской ССР по Южно-Казахстанской области. Входил в состав особой тройки НКВД СССР.

## Биография
Родился в 1894 году в городе Билгорае (в настоящее время Польша) в польской семье, сын чернорабочего.
С 1904 года стал работать чёрнорабочим у подрядчика Шрамика и у других частных хозяев; с 1913 года — старший рабочий в имении Энгельгарта, в Звенигородском уезде Киевской губернии. После начала Первой мировой войны, в январе 1915 года был призван в армию, рядовой лейб-гвардии Измайловского полка. Принимал участие в Февральской и Октябрьской революциях; в июне 1917 года вступил в РСДРП(б). Находился в армии до 1920 года, был комиссаром по польским делам Западной области, некоторое время работал агитатором Польского комиссариата Наркомата национальностей РСФСР в Петрограде (февраль — май 1918), комиссар Польского комиссариата Западной области (май — декабрь 1918), комиссар Польского комиссариата Белорусско-Литовской Республики. С сентября 1919 года — уполномоченный политотдела 12-й армии, начальник спецотряда 16-й армии; принимал участие в карательных экспедициях.
В январе 1920 года был переведён в органы ВЧК: был начальником Особого отдела 8-й стрелковой дивизии. С июля 1921 года — начальник Секретно-оперативной части и заместитель председателя Белорусской ЧК, с февраля 1922 — ГПУ БССР.
С января 1923 по май 1924 года — председатель ГПУ/ОГПУ БССР. С мая 1924 начальник 4-го, с января 1929 — 3-го, с января 1930 — снова 4-го отделения, с сентября 1930 года — помощник начальника 4-го отделения Особого отдела ОГПУ СССР. С ноября 1931 по декабрь 1932 года — старший инспектор Мобилизационного отдела ОГПУ СССР.
В 1932 году был откомандирован на учёбу в академию с оставлением в резерве ОГПУ, в 1935 году был отозван с учёбы и в декабре был назначен помощником и заместителем начальника Управления НКВД Казахской ССР по Южно-Казахстанской области; с 13 марта 1936 года — его начальник. Руководил развёртыванием кампании массовых репрессий в Казахстане. Этот период отмечен вхождением в состав особой тройки, созданной по приказу НКВД СССР от 30.07.1937 № 00447 и активным участием в сталинских репрессиях.
Был арестован 19 июля 1937 года в Чимкенте и этапирован в Москву. Постановлением НКВД СССР Прокуратуры СССР и председателя ВКВС СССР от 9 декабря 1937 года за принадлежность к Польской военной организации приговорён по статьям 58-1 «а», 17-58 п.8 УК РСФСР к ВМН и в тот же день расстрелян. Реабилитирован определением Военной Коллегии Верховного суда СССР от 7 марта 1956 года.

## Награды
- Орден Красного Знамени (приказ РВС № 101), 23.02.28.
- Знак «Почётный работник ВЧК—ГПУ (V)» № 376, 1927.